# ボビー・ヒーナン
ボビー "ザ・ブレイン" ヒーナン（Bobby "The Brain" Heenan、本名：Raymond Louis Heenan、1944年11月1日 - 2017年9月17日）は、アメリカ合衆国のプロレスラー、マネージャー、コメンテーター。イリノイ州シカゴ出身。
ヒールのマネージャーとしての悪賢さから「ザ・ブレイン」と呼ばれ、Weasel（イタチ、卑怯者）と罵られることもある。そのキャラクター・イメージから、ギミック上はカリフォルニア州ビバリーヒルズ出身とされた。
多くのレスラーやファンから「史上最高のマネージャー」と讃えられる生粋の悪徳マネージャー。数多くの名選手をマネージメントし、見方によってはハルク・ホーガン最大の宿敵であった。彼によってマネージメントされた選手のグループは、ヒーナン・ファミリー（The Heenan Family）と呼ばれた。

## 来歴

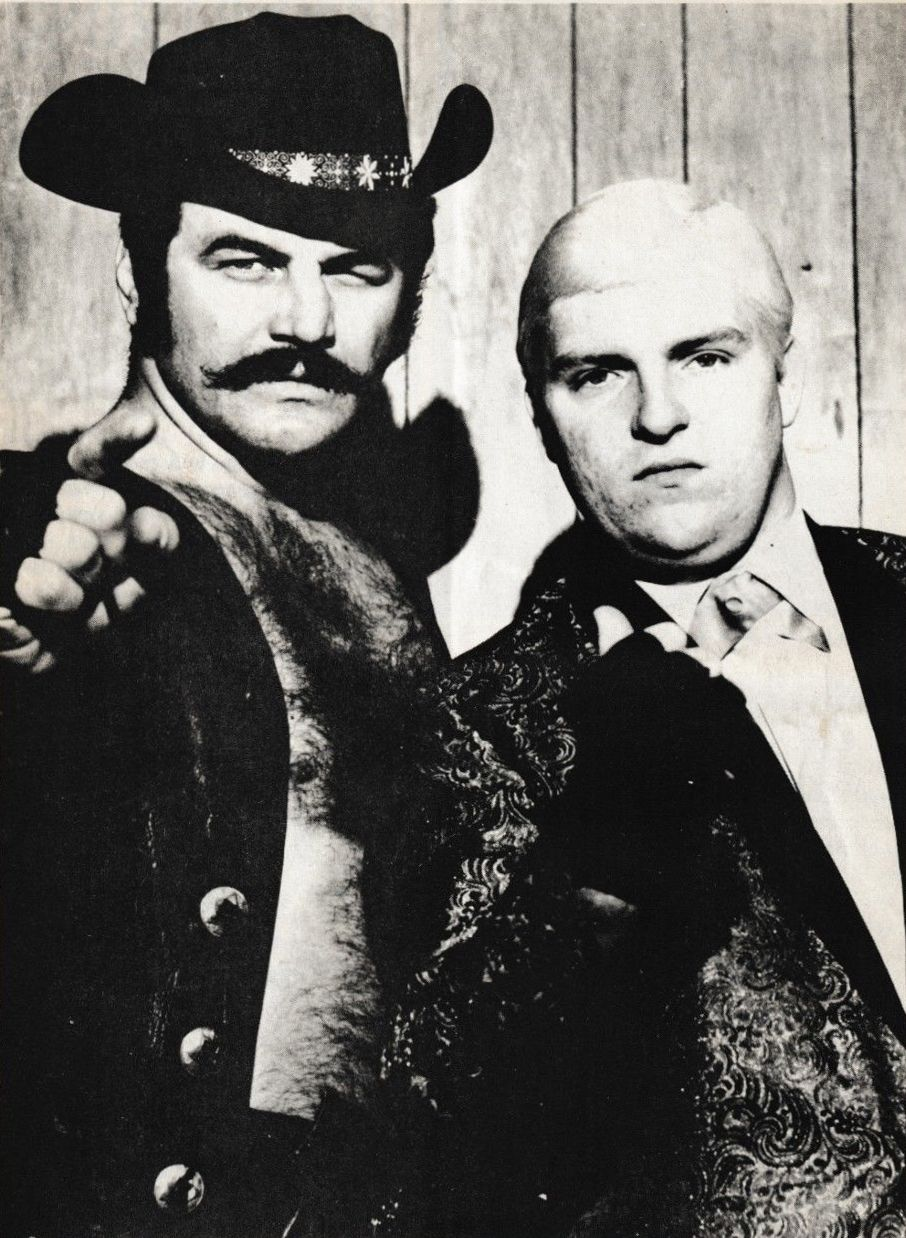
ブラックジャック・ランザ（左）とヒーナン（1971年）

幼少期に父親が家出して祖母と母親に育てられたが、15歳の時に母親が失業。家計を助けるために学校を中退して様々な職に就いた後、子供の頃からファンだったプロレス業界に入り、リングボーイとなってレイ・スティーブンスの付き人や会場の雑用係を務めていた。1965年、ディック・ザ・ブルーザーの主宰するインディアナポリスのWWAにて、プロレスラーを兼任するヒールのプレイング・マネージャー、"プリティ・ボーイ" ボビー・ヒーナン（"Pretty Boy" Bobby Heenan）としてデビュー。アンジェロ・ポッフォ&クリス・マルコフのデビルズ・デュオのマネージャーを担当した。
1969年のAWA入団後は、当時ラリー・ヘニングが同じニックネームを用いていたため、ザ・ブレイン（The Brain）を名乗り、スティーブンス&ニック・ボックウィンクル、ザ・ブラックジャックス（ブラックジャック・マリガン&ブラックジャック・ランザ）、ボビー・ダンカンなどのマネージャーを務める。AWAと提携関係にあった古巣のWWAではバロン・フォン・ラシクやバリアント・ブラザーズ（"ハンサム" ジミー・バリアント&"ラシャス" ジョニー・バリアント）も担当するなど、1970年代はAWAとWWAを股にかけて活動した。レスラーとしては、1974年にシカゴとインディアナポリスに特別参戦したザ・シークのタッグパートナーに起用され、ブルーザー&ボボ・ブラジルと対戦している。

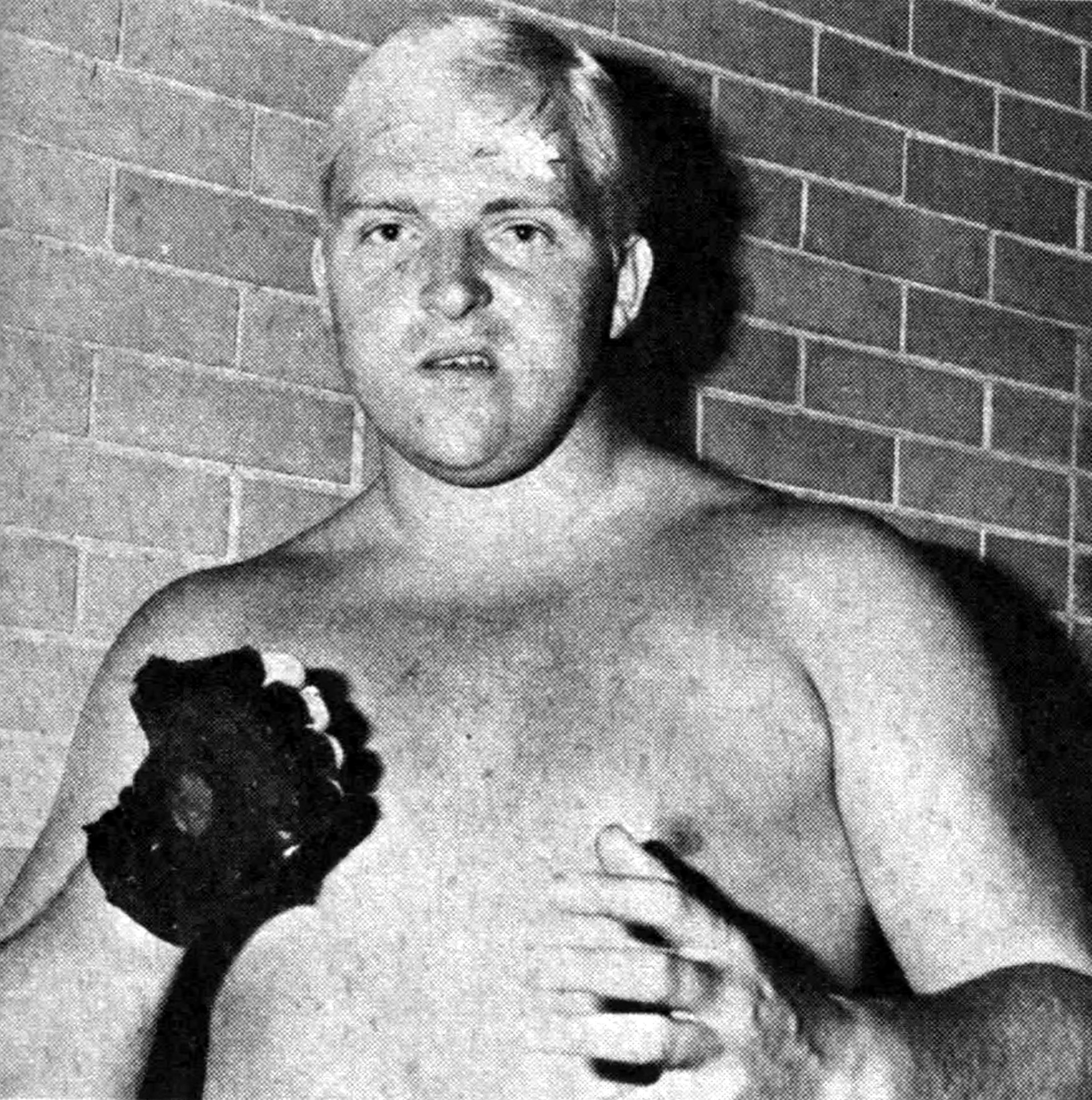
レスラーとしても活躍したヒーナン（1973年）

1975年11月18日にボックウィンクルがバーン・ガニアを破ってAWA世界ヘビー級王座を獲得し、1976年7月23日にランザ&ダンカンがブルーザー&クラッシャー・リソワスキーからAWA世界タッグ王座を奪取したことで、同一団体におけるシングルとタッグの世界チャンピオンを同時にマネージメントした史上初の人物となった。ボックウィンクルのマネージャーとして特に大きな成功を収め、彼がピンチに陥ると試合への干渉や乱入を図り、反則裁定で王座を防衛させて長期政権に導いた。ボックウィンクルはヒーナンについて「マネージャーの世界チャンピオンがいるとすれば、サー・ロバート・オブ・ヒーナン（Sir Robert of Heenan）に間違いないだろう」「私のパートナーだったレイ・スティーブンスが負傷で欠場したとしても、サー・ロバートが代わりに試合に出てくれれば何も問題なかった。彼は史上最高のマネージャーであっただけでなく、私たちと同じレベルの優れたレスラーでもあった」などと評している。
1979年4月より、AWAから1年間の追放処分を受けたというストーリーのもと、ランザと共にジム・バーネットの主宰するNWAジョージア地区のジョージア・チャンピオンシップ・レスリングに転戦。キラー・カール・コックス、マスクド・スーパースター、アーニー・ラッド、プロフェッサー・タナカなど同地のヒール勢を引き入れ、ジョージア・ヒーナン・ファミリー（The "Georgia" Heenan Family）を結成。ダスティ・ローデス、ワフー・マクダニエル、ミスター・レスリング2号、ボブ・アームストロング、トミー・リッチ、トニー・アトラス、そして当時ベビーフェイスのポジションにいたスタン・ハンセンやオレイ・アンダーソンとの抗争を指揮した。

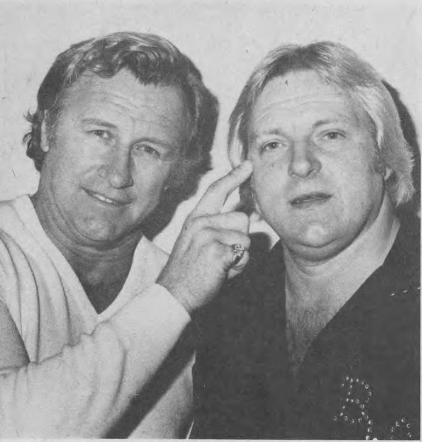
左はニック・ボックウィンクル（1982年）

1980年からはAWAに復帰して再びボックウィンクルと組み、円熟期に入った彼を支えると共に、スーパー・デストロイヤー・マークIIやケン・パテラなどのヒールをマネージメントした。レスラーとしても、バック・ズモフが保持していたAWA世界ライトヘビー級王座に再三挑戦、勝利を収めたこともあったが、当時の体重がライトヘビー級のリミットを超えているとして戴冠は認められなかった。
1984年、WWFと契約。当初はジェシー・ベンチュラのマネージャーを予定されていたが、ベンチュラが病気により引退したためビッグ・ジョン・スタッドに付く。その後もヒール転向後のアンドレ・ザ・ジャイアント、キングコング・バンディ、ポール・オーンドーフ、ハーリー・レイス、リック・ルード、ブレイン・バスターズ（タリー・ブランチャード&アーン・アンダーソン）、ミスター・パーフェクト、リック・フレアーなど、数々の大物選手を担当した。彼らは全員がハルク・ホーガンの反対側のコーナーに立っていたヒールであり、ヒーナンがホーガンやアルティメット・ウォリアーなどに叩きのめされるシーンは1980年代のWWEを象徴する名場面の一つだった。

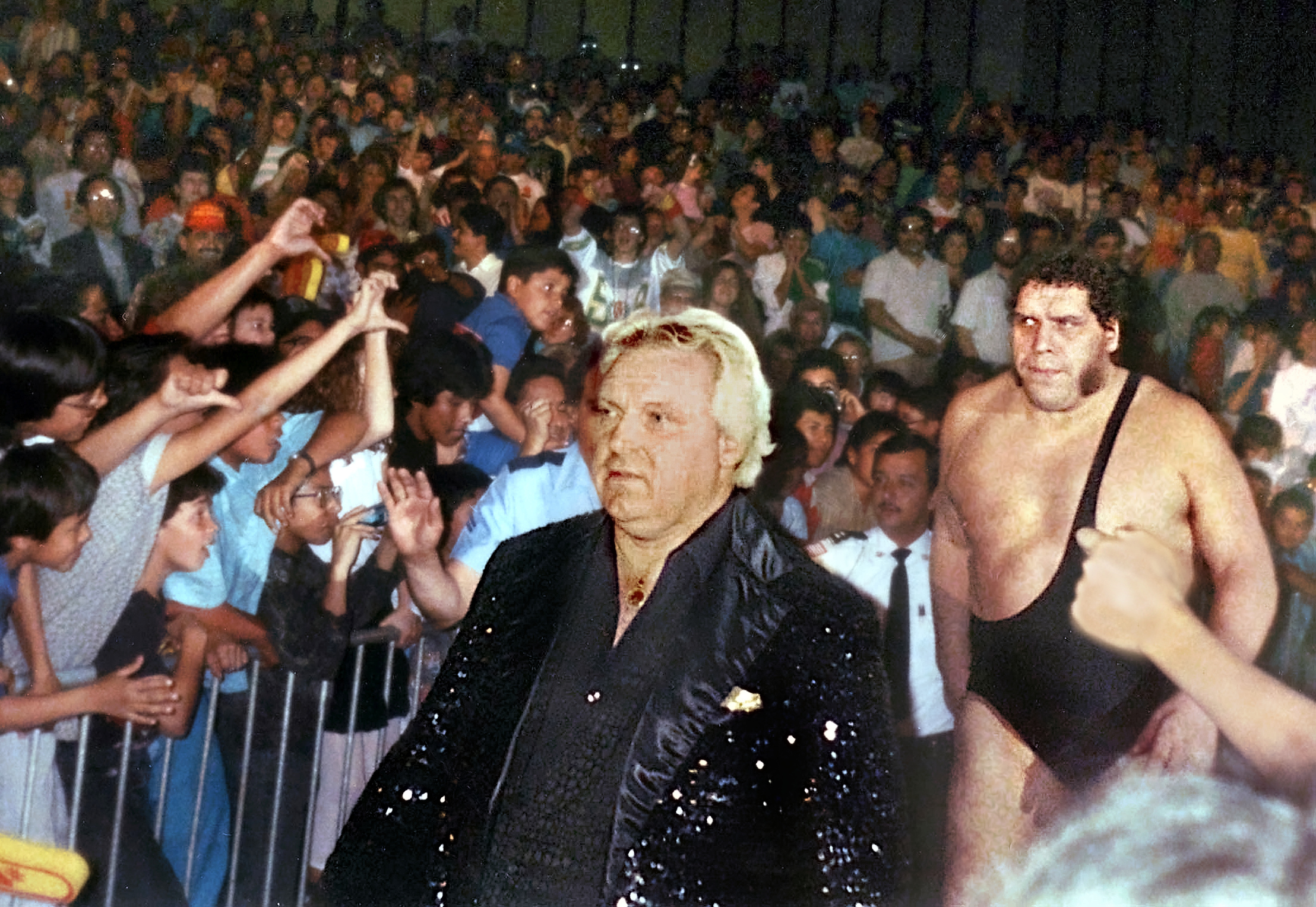
アンドレ・ザ・ジャイアントを先導するヒーナン（1989年）

1980年代後半からは "Broadcast Journalist" と称して、WWFの看板番組『プライムタイム・レスリング』『レスリング・チャレンジ』のカラー・コメンテーターにも就任。相方のアナウンサー役、ゴリラ・モンスーンとの実況は史上最高の名コンビと名高い。徹底してヒール選手に肩入れし毒の強いコメントを連発するヒーナンと、常に冷静でまじめなモンスーンとの絶妙な掛け合いは、後のジェリー・ローラーとジム・ロスのコンビにも影響を与えた（ローラーは「実況に笑いを持ち込んだヒーナンのことは意識している」などと語っている）。
1994年、WCWに移籍。WWF時代と同様に実況チームの一員として活躍後、2000年に退団。2001年のレッスルマニアX-Sevenで行われたギミック・バトルロイヤルではコメンテーターとして、AWA時代からの盟友ミーン・ジーン・オーカーランドとコンビを組み、久々にWWEにゲスト出演した。

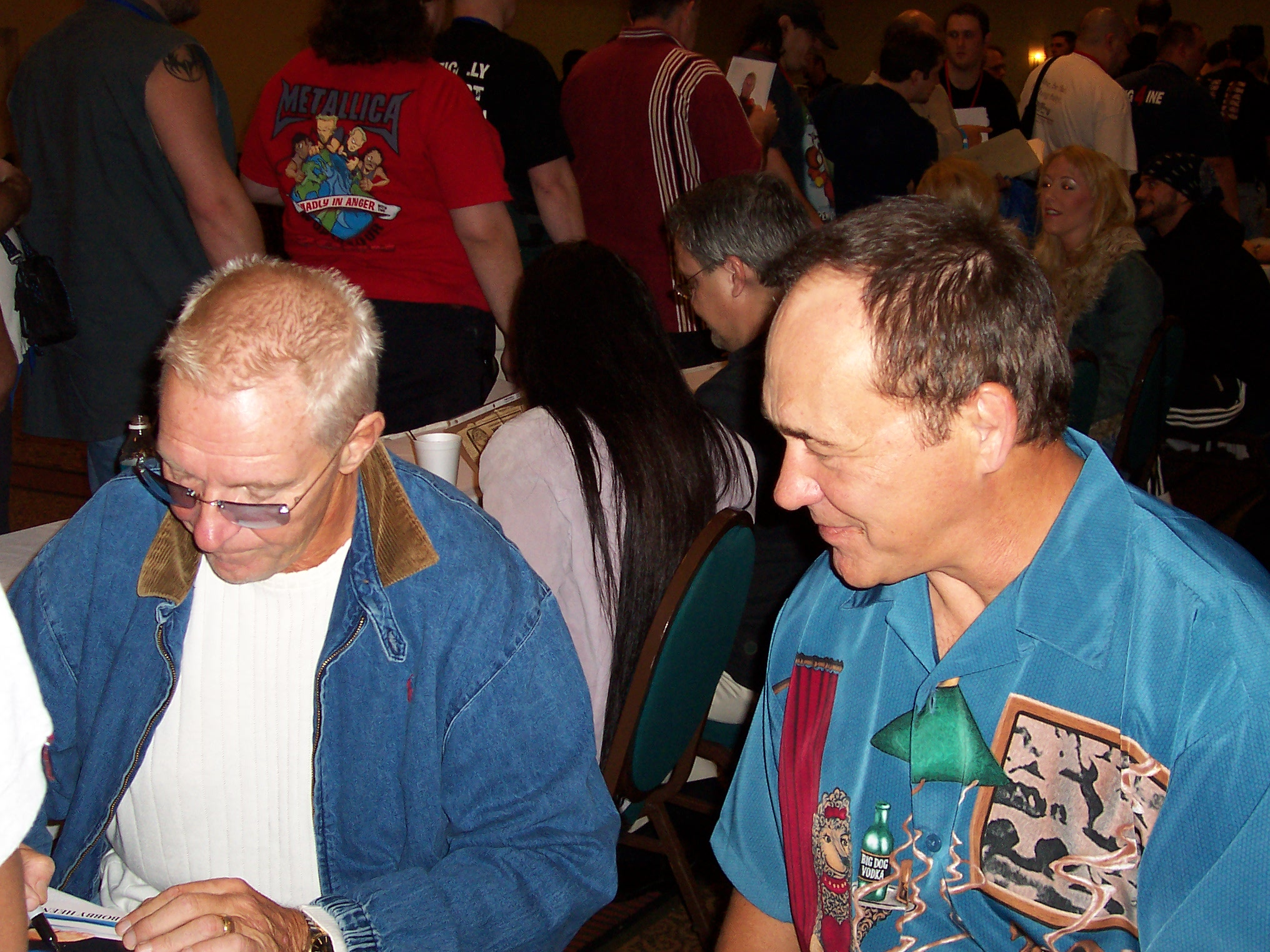
ヒーナンとラリー・ズビスコ（右）（2005年1月）

2002年、喉頭癌と診断され、声帯を摘出する手術を受けた。2004年、WWE殿堂入り（インダクターはオーカーランド）。2005年にはオーンドーフ、2006年にはブラックジャックス、2007年にはボックウィンクルの、それぞれの殿堂入りインダクターとしても式典に出席した。病気の後遺症のためか往時と比べると痩せ細り、声にも力は無くなったものの、そのトークの切れ味は変わらず絶妙で、毎回客席を笑いの渦に巻き込んだ。
2009年12月、顎部に癌の感染症が再見される。2010年4月17日にはTNAロックダウンのファンフェスタにドリー・ファンク・ジュニアらと共に出席した。その後は舌癌との闘病生活を送っていたが、2017年9月17日、72歳で死去。
日本へは1971年7月、国際プロレスにランザのプレイング・マネージャーとして初参戦。ストロング小林、サンダー杉山、ラッシャー木村とのシングルマッチも行われた。1981年7月には全日本プロレスに来日し、当時新日本プロレスから移籍してきたばかりのタイガー・ジェット・シンのマネージャー役を務めた。全日本プロレスへはWWF移籍前の1984年5月にも参戦して、天龍源一郎やザ・グレート・カブキとシングルマッチで対戦した（盟友のフレアーとレイスも同シリーズに特別参加している）。

## ヒーナン・ファミリー

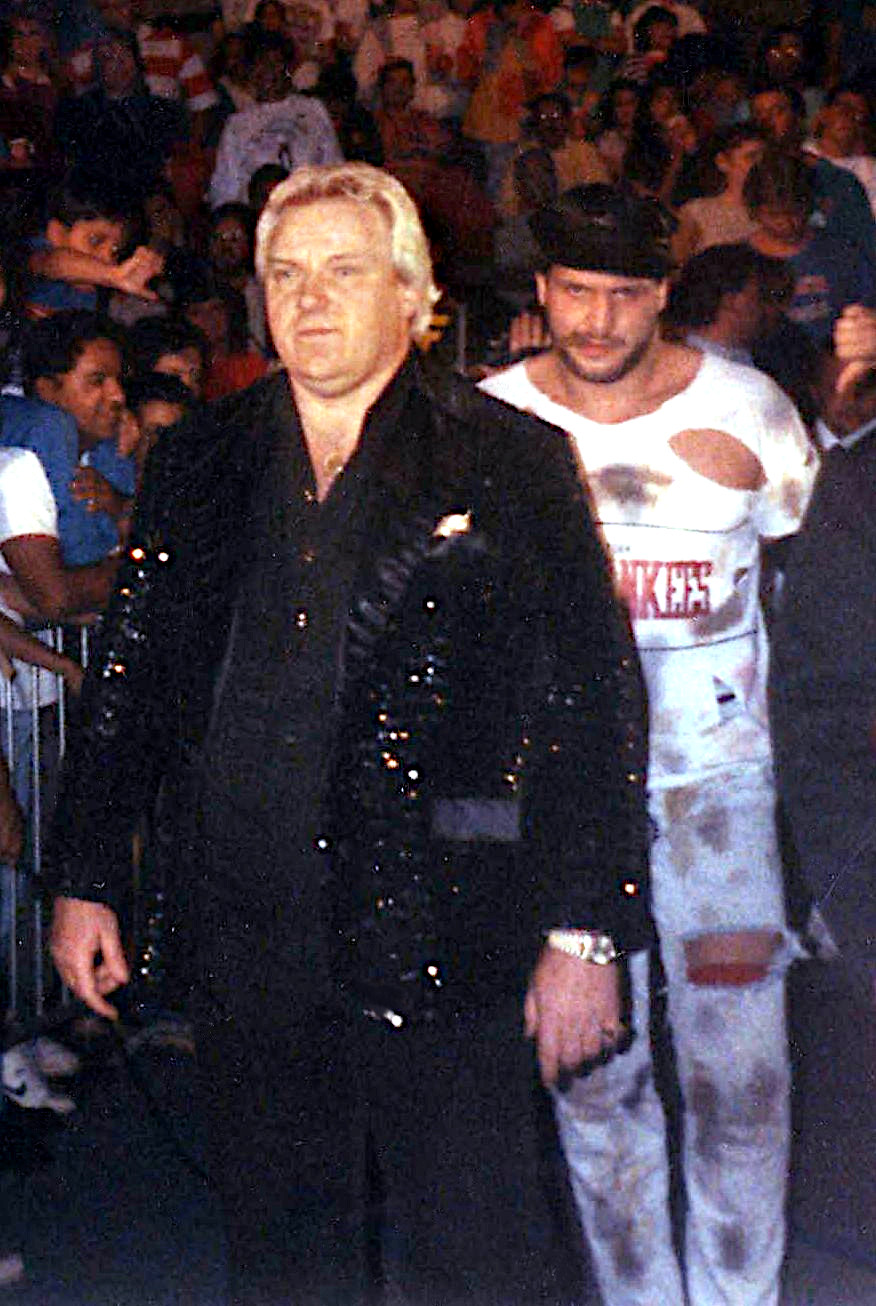
後方はブルックリン・ブロウラー（1989年）

AWA / WWA
- ニック・ボックウィンクル
- レイ・スティーブンス
- ブラックジャック・マリガン
- ブラックジャック・ランザ
- ボビー・ダンカン
- バロン・フォン・ラシク
- ホースト・ホフマン
- ボリス・ブレジニコフ
- スーパースター・ビリー・グラハム
- ガイ・ミッチェル
- ジミー・バリアント
- ジョニー・バリアント
- ボブ・オートン・ジュニア
- スーパー・デストロイヤー・マークII
- スーパー・デストロイヤー・マークIII
- アドリアン・アドニス
- ジェシー・ベンチュラ
- ケン・パテラ
- ミスター・サイトー
- スタン・ハンセン
- ビリー・ロビンソン

NWAジョージア
- ブラックジャック・ランザ
- マスクド・スーパースター
- キラー・カール・コックス
- アーニー・ラッド
- プロフェッサー・タナカ
- イワン・コロフ
- クリス・マルコフ
- アンジェロ・モスカ
- ロン・バス
- ボビー・ジャガーズ
- オースチン・アイドル

WWF
- ケン・パテラ
- ビッグ・ジョン・スタッド
- キングコング・バンディ
- プレイボーイ・バディ・ローズ
- ミッシング・リンク
- ハーキュリーズ
- ポール・オーンドーフ
- ブルックリン・ブロウラー
- リック・ルード
- ハーリー・レイス
- タマ（英語版）
- ハク
- アンドレ・ザ・ジャイアント
- タリー・ブランチャード
- アーン・アンダーソン
- レッド・ルースター
- ザ・バーバリアン
- ミスター・パーフェクト
- リック・フレアー